# Oakley (Wyoming)
Oakley – jednostka osadnicza w Stanach Zjednoczonych, w stanie Wyoming, w hrabstwie Lincoln.